# Rue Roger-Bissière
La rue Roger-Bissière est une voie du 20e arrondissement de Paris, en France.

## Situation et accès
La rue Roger-Bissière est une voie située dans le 20e arrondissement de Paris. Elle débute au 7, square de la Salamandre et se termine au 52, rue Vitruve.

## Origine du nom
La rue a été nommée en hommage à Roger Bissière (1886-1964), artiste peintre et poète français.

## Historique
La voie est créée dans le cadre de l'aménagement de la ZAC Saint-Blaise sous le nom provisoire de « voie DF/20 » et prend sa dénomination actuelle par un arrêté municipal du 25 mars 1988.